# Hermann Baumüller
Hermann Baumüller (* 4. Oktober 1843 in Rastatt; † 11. Juni 1899 in Eppingen) war ein badischer Verwaltungsbeamter.

## Leben
Baumüller war der Sohn eines Hofgerichtsrats. Er besuchte das Lyzeum in Karlsruhe und studierte von 1861 bis 1865 Jura in Heidelberg, Tübingen und Freiburg im Breisgau. Nach dem Zweiten Juristischen Staatsexamen war er ab 1869 zunächst Praktikant beim Sekretariat des Justizministeriums in Karlsruhe sowie Gehilfe am Bezirksamt Bruchsal, wo er zum Amtmann aufstieg. 1871 ging er als Amtmann an das Bezirksamt Heidelberg, 1873 wechselte er an das Bezirksamt Eppingen. 1875 wurde er dann Amtsvorstand des Bezirksamts Staufen. Zum Ende seiner beruflichen Laufbahn hatte er von 1876 bis 1887 den Posten des Direktors der Rheinischen Hypothekenbank Mannheim inne.